# جورج باترسون
جورج باترسون (بالإنجليزية: George Patterson)‏ (15 سبتمبر 1934 بسندرلاند في المملكة المتحدة - ) هو لاعب كرة قدم بريطاني في مركز الوسط. لعب مع نادي هارتلبول يونايتد ونادي يورك سيتي وهال سيتي ونادي جوول ‏ ونادي غيتزهد ونادي كينغز لين ونادي ساوث شيلدز ‏.

## وصلات خارجية
- جورج باترسون على موقع قاعدة بيانات كرة القدم.إي يو (الإنجليزية)

1. ↑  Former York City midfielder George Patterson passes away، 8 يونيو 2021، QID:Q7758091